# Zé Glória
Zé Glória, nascido José Glória da Silva Filho (Rio de Janeiro, 4 de outubro de 1952 – Rio de Janeiro, 18 de janeiro de 2025) foi um compositor e empresário brasileiro.

## Biografia
Quinto filho de uma família humilde de oito irmãos, herdou o nome do patriarca, Seu José. Criado no bairro de Campo Grande onde desfrutava das brincadeiras de infância como jogar futebol, bola de gude e soltar pipa, recebeu o apelido de Katytw (lê-se Catitu) pelo estilo briguento de encarar a vida. Para ajudar em casa, o garoto Katytw entregava as encomendas nos endereços das senhoras para quem sua mãe, Dona Araci, lavava roupas.
Aos 12 anos, começou a trabalhar e ajudar no sustento da família. Na mesma época, ganhou um concurso de poesia da escola, o que o motivou a escrever mais.

## Carreira
A partir dos 15 anos, Zé Glória entra para o bloco Xavantes do Tingui e começa a conhecer o carnaval. Em seguida, chega ao Bloco Filhos da Pauta e posteriormente ao União da Ponte, onde compôs por três vezes o samba do Bloco. Sua jornada em escolas de samba é iniciada na Sereno de Campo Grande, que serviu de trampolim à Mocidade Independente de Padre Miguel.
Para o carnaval de 2010, venceu seu primeiro samba na Mocidade, compondo um dos refrães de maiores sucessos da escola: "Meu coração vai disparar, sair pela boca… / Não dá pra segurar, paixão muito louca! / Luz independente me leva pro céu / Sou Mocidade! Sou Padre Miguel!" Venceu novamente na Mocidade em 2011, com um refrão que fazia referência ao samba anterior: "Chegou a Mocidade fazendo a alegria do povo / Meu coração vai disparar de novo".
A partir de 2012, Zé Glória emplacou vários sambas no Grupo de Acesso A. Três deles se tornaram campeões do carnaval: um pela Inocentes de Belford Roxo, em 2012, e dois pela Viradouro, em 2014 e 2018. Também pela Viradouro, venceu o Estandarte de Ouro pela autoria do samba-enredo "O Alabê de Jerusalém: A saga de Ogundana", em 2016.
Ainda em 2016, ganhou o concurso de samba-enredo na Mocidade Independente de Padre Miguel, sendo assim um dos autores da obra (ao lado de Paulo César Feital, Altay Veloso, J. Giovanni, Dadinho, Zé Paulo Sierra, Gustavo, Fábio Borges, André Baiacu e Thiago Meiners) que serviu de trilha sonora para o enredo "As mil e uma noites de uma 'Mocidade' pra lá de Marrakesh" sendo aclamada pela crítica como um dos maiores sambas da ano e ajudou a escola a conquistar o título do carnaval de 2017, dividido com a Portela. No mesmo ano, tornou-se tema da Unidos de Cosmos que desfilou na Intendente Magalhães com o enredo “Sob o brilho da estrela, a Glória do compositor!”
Venceu novamente na Mocidade em 2018, com a mesma parceria, na disputa para a trilha sonora do enredo "Namastê! A Estrela que Habita em Mim, Saúda a que Existe em Você". O samba-enredo foi agraciado com o Estandarte de Ouro.
Zé Glória morreu em 18 de janeiro de 2025, aos 72 anos. Segundo informações, ele havia sido internado em uma unidade de pronto atendimento no dia 14 após um princípio de infarto, dias depois, ele deu entrada no Hospital Carlos Chagas para um procedimento, acabou sofrendo um segundo ataque e não resistiu.

## Premiações
Estandarte de Ouro
1. 2018 - Melhor Samba-Enredo (Mocidade - "Namastê: A Estrela que Habita em Mim, Saúda a que Existe em Você") [20]